# هاينرش إغنز فرانز بيبر
وُلد هاينرش إغنز فرانز بيبر في أغسطس 1644، وتُوفي في مايو 1704، وهو ملحن وعازف كمان بوهيمي. وُلد في مدينة بوهيمية صغيرة تابعة لوارتنبيرغ، وعمل في غراتسوكريمسر قبل أن يترك وظيفته في كريمسر، لصالح الأمير رئيس الأساقفة كارل ليشتنستين-كاستلكورن، واستقر في سالزبورغ، حيث بقي طوال حياته، ونشر العديد من أعماله الموسيقية، لكنه نادرًا ما قدم حفلات موسيقية. 
يُعد بيبر أحد أهم عازفي الكمان في تاريخ الموسيقى. وسمح له أسلوبه أن يصل بسهولة إلى المركزين السادس والسابع، إضافةً إلى استخدام وقفات مشتركة في قنوات معقدة متعددة الاصوات، واكتشاف الإمكانيات المتعددة لضبط السكوردترا. كتب أيضًا إحدى أقدم القطع المشهورة للكمان الفردي، وهي الباسكليا العظيمة للمقطوعات الموسيقية الغامضة. وخلال حياة بيبر، اشتهرت أعماله الموسيقية وقُلدت في جميع أنحاء أوروبا. في أواخر القرن الثامن عشر، سمى المؤرخ التاريخي تشارلز بيرني بيبر أفضل عازف كمان في القرن السابع عشر. حظيت أعمال بيبر في أواخر القرن العشرين بازدهار كبير، خاصةً المقطوعات الموسيقية الغامضة. وحاليًا، تُقدم أعمال بيبر الموسيقية وتُسجل على نطاق واسع.

## السيرة الذاتية
وُلد بيبر في وارتنبرغ في بوهيميا. ولا نعرف سوى القليل حول تعليمه المبكر، لكنه درس في المدرسة اليسوعية تروبو في بوهيميا، وتلقى تعليمًا موسيقيًا على يد عازف أورغ محلي. قبل 1688 عمل بيبر في قصر الأمير يوهان سيفرايد فون إيجنبرغ في غراتس، ثم وظفه رئيس أساقفة أولوموتس كارل الثاني فون ليشتنستين- كاستلكورن في كرمسير.
اشترك بيبر مع بافيل جوسيف فيجفانسكي منذ أوائل ستينيات القرن السادس عشر، وعمل قائدًا للجوقة الموسيقية. حظي بيبر بسمعة جيدة، وبتقدير كبير. وفي صيف 1670 أرسل كارل الثاني بيبر إلى أبسام، بالقرب من إنسبروك للتفاوض مع صانع الآلات الشهير جاكوب ستينر بغرض شراء آلات جديدة للجوقة الموسيقية. لم يصل بيبر إلى ستينر بل وظفه رئيس أساقفة سالزبورغ ماكسيمليان غاندولف فون كنبيرغ. ولأن كارل وماكسيمليان أصدقاء، لم يتخذ رئيس بيبر السابق أي إجراء حيال ذلك، وقد تأذى بيبر كثيرًا بالقرار الذي اتخذه العازف وانتظر حتى 1676 لتصدر أوراق إخلاء طرفه رسميًا. لذلك لم تكن صدفة أن أغلب مؤلفات بيبر التي أرسلها إلى كرمسير يعود تاريخها إلى أوائل سبعينيات القرن السادس عشر.
بقي بيبر في سالزبرغ طوال حياته. ازدهرت حياته الاجتماعية والموسيقية وبدأ بنشر أعماله الموسيقية عام 1676، وأداها أمام الإمبراطور ليوبولد الاول عام 1677، وأصبح نائب قائد الفرقة الموسيقية في سالزبرغ عام 1679 ثم قائدًا للفرقة عام 1684. وفي عام 1690، رقى الإمبراطور بيبر إلى طبقة النبلاء باسم بيبر فون بيبرين. وعينه رئيس أساقفة سالزبرغ يوهان إرنست برتبة لورد، وهي أعلى رتبة حصل عليها بيبر.
تزوج العازف في 30 مارس 1672 في المقر الصيفي للأساقفة في قصر هلبرين خارج مدينة سالزبرغ. كانت زوجته ماريا ويس ابنة بيتر ويس التاجر من سالزبرغ، وأنجبا 11 طفلًا بقي 4 منهم على قيد الحياة حتى سن البلوغ، وكانوا جميعًا موهوبين موسيقيًا. عمل أنطون هاينرش (1679-1742) وكارل هاينرش (1681-1749) عازفي كمان في قصر سالزبرغ، وترقي الأخير ليصبح قائد الفرقة الموسيقية عام 1743. وأصبحت ابنتاه ماريا ساسليا (وُلدت 1674) وآنا ماجدالينا (1677-1742) راهبتين في سانتا كلارا وميرانو ونونبرغ آبي تواليًا. كانت آنا ماجدالينا مغنية آلتو وعازفة كمان أيضًا، وأصبحت عام 1727 قائدةً لفرقة آبي الموسيقية. وفي عام 1692 عُين بيبر مديرًا لأعمال رئيس الأساقفة يوهان إرنست، وتلقى شعار النبالة.

## أعماله
تأثرت موسيقى بيبر بالتقليد الإيطالي لماركو أوسيليني وكارول فارينا من جهة، ومن جهة أخرى تأثرت بالتقليد البوليفوني الألماني الذي أنشأه معلم بيبر يوهان هملزر. تضمنت إنجازات بيبر تطوير تقنية الكمان وبذلك تمكن من الوصول إلى المركزين السادس والسابع، وكانت يده اليسرى وتقنيات الانحناء أكثر تطورًا من تقنيات العازفين الإيطاليين المعاصرين له. كان بيبر بارعًا في الطباق، وكتب العديد من التراكيب متعددة الأصوات، إضافةً إلى استخدام وقفات متعددة. قدم بيبر أيضًا مساهمة كبيرة في فن السكوردترا، وهو الموسيقى الخاصة بتناغم الآلة الموسيقية. تستخدم العديد من أعمال بيبر الموسيقية أشكالًا مختلفة من الأعداد الرمزية والأجهزة الآلية، إلخ. يتضح في إعادة اللحن الموسيقي الرمزي للكمان لمقطوعة القيامة ضمن مقطوعات الموسيقى الغامضة. خلال النصف الثاني من القرن السابع عشر، عُدَّ بيبر من أفضل العازفين وأكثرهم تأثيرًا في أوروبا. وبدأ العازفون الألمان بعد وفاته باتباع أسلوب أركانجلو.

### الموسيقى المسموعة
تمثلت كتابات السكوردترا التابعة لبيبر في مجموعتين. يبدأ تاريخ الأولى من عام 1676 وعُرفت باسم المقطوعة الموسيقية الغامضة ومقطوعات روساري الموسيقية وغيرها، ولم تنشر خلال حياة العازف. تتضمن هذه المجموعة 16 مقطوعة: 15 مقطوعة موسيقية للكمان تصور أسرار المسبحة الخمسة عشر، إضافةً إلى لحن الباسكليا الطويل للكمان الفردي. في النسخة الموجودة من المجموعة، يصحب كل مقطوعة رسم صغير يصور الغموض الذي تمثله، وتمثل الصورة التي تسبق لحن الباسكليا الملاك الوصي مع طفل. استخدمت المقطوعتان الأولى والثانية ألحانًا عادية، وتستخدم المقطوعات الباقية أشكال السكوردترا:
خُصصت المقطوعات الموسيقية لماكسيميليان غاندولف فون كينبيرغ. الذي خاطبه بيبر في مقدمته: «لقد كرست جميعها لشرف الألغاز المقدسة الخمسة عشر التي كنت تروج لها بشدة». ومع أنها لم تُنشر خلال حياته، تُعد من أشهر المقطوعات حاليًا، ومن أسباب إحياء الاهتمام بالموسيقى. سجل المجموعة الكاملة العديد من عازفي الكمان مثل جون هولواي وأندرو مانزي وآخرون. اشتهرت المقطوعات الموسيقية الخمس عشرة بموضوعاتها، التي قابلت موضوع كابريس رقم 24 لباجنيني، وربما ألهم بيبر باجنيني، كما ألهم باجنيني فرانز ليست ويوهان برامز وسيرجي رحمانينوف.
العمل الثاني الذي اكتشف بيبر من خلاله تقنيات السكوردترا هو هارمونيا أرتيفسيوسو-أريوسا (1696)، وهي آخر مجموعاته المنشورة للآلات الموسيقية. تحتوي 7 أجزاء لآلتين ولحن الباسو: 5 أجزاء للكمان، وجزء لآلتين من الفيولا، وجزء آخر للكمان والفيولا. تتطلب ستة من هذه الأجزاء ألحان السكوردترا، متضمنةً الجزء الخاص بالفيولا وفيولا دامور. استخد بيبر جميع الإمكانيات لهذه التقنية، متضمنةً جميع إمكانيات الألحان المتعددة المعقدة، وبعض هذه المقطوعات موجودة في خمسة أجزاء. لا يستخدم أي من أعمال الغرفة الأخرى لبيبر هذه الأجهزة، والمقطوعات الأخرى الوحيدة التي تستخدم لحن السكوردترا مقطوعتان من المقطوعات الموسيقية ضمن مقطوعات الكمان الفردي عام 1681.
تتضمن تلك المجموعة 8 مقطوعات موسيقية للكمان والباسو، أشار إليها تشارلس بريني في أواخر القرن الثامن عشر، للقنوات الرائعة والتراكيب الدقيقة. مقارنةً بالمقطوعات الموسيقية الغامضة والهارمونيا، تتكون هذه الأعمال من أشكال وتغيرات حرة بدلًا من المقطوعات الموسيقية الراقصة.
المجموعة الأخرى التي نشرها بيبر في الآلات الموسيقية هي مقطوعات تام أرس كيوم أليس سيرفينتيس (1676) ومينسا سونولرو (1680) وفاديسينيم ساكرو بروفانيم (1682-1683). تتضمن مقطوعة تام أرس مقطوعات موسيقية في خمسة أو ستة أو ثمانية أجزاء، تُستخدم بعض هذه الأجزاء في لحن الآلات، ويضم بعضها بوقًا أو اثنين. أما مقطوعة مينسا سونورا فهي مجموعة مكونة من ستة أجزاء لواحد أو اثنين من الكمان والفيولا والتشيلو ولحن الباسو، وتتضمن مقطوعة فاديسينيم ساكرو بروفانيم 11 مقطوعة موسيقية لواحد أو اثنين من الكمان، واثنين من الفيولا.
تتضمن مصادر المخطوطات العديد من المقطوعات الأخرى مثل الفانتازيا وباليتي والمقاطع الموسيقية وغيرها. ومن هذه الأعمال الباتاليا، وهي مقطوعة موسيقية مبرمجة تتوقع تقنيات العصر الأخير مثل معزوفات متعددة الأنغام ومعزوفات كول لنجو، والمقطوعة الموسيقية التمثيلية، التي تُعد مقطوعة نموذجية أخرى من القرن السابع عشر تماثل أعمال والثر وفارينا، التي تحاكي الطيور والحيوانات. تُعد مقطوعة إس الموسيقية المتعددة مثالًا على تنوع بيبر في الموسيقى الآلية، التي تسجل 8 أبواق ودفوف.

### الموسيقى المقدسة
على عكس أغلب عازفي الكمان، لم يقتصر بيبر على الموسيقى الآلية. بل كان عازفًا منتجًا للأعمال الصوتية المقدسة مثل القداسات والتراتيل والموتتس وغيرها. إن معظم هذه الأعمال متعددة واستخدمت قوى آلية كبيرة مستوحاة من إمكانيات التصميم الداخلي لكاتدرائية سالزبورغ. من أشهر هذه الأعمال ميسا ساليزبيرجينس (1682). وهي إعدادات موسعة لستة عشر صوتًا و37 عازفًا. كانت منسوبة لأورازو بينيفولي، لكن تأكد تأليف بيبر حاليًا. لم تتضمن الآلات الأوتار الصوتية فحسب، بل شملت أيضًا المزامير والأبواق والدفوف. ومن أعماله بلوديتي تيمبانا 53 (1682) وفيسبيرا 32 (1693) وميسا بروكسلينسس (1696) وميسا سانكت هينريسي (1697)، التي أُلفت بمناسبة ترهيب ابنته الثانية، آنا ماجدالينا في نونبرغ آبي في سالزبرغ. وسُميت ماريا روزا هنريكا عندما بدأ رهبنتها تكريمًا للإمبراطور هنري الثاني، القديس الثاني للدير. سجل قداس القديس هنري خمسة أصوات وخطي سوبرانو وأوركسترا من كمانين، وثلاثة من الفيولا والدفوف والبوق، مع أبواق اختيارية إضافية بغرض مضاعفة المقطوعات الصوتية.
ومع أن بيبر اشتهر بأعماله الموسيقية المتعددة، كان قادرًا على الكتابة لقوى أصغر. تُعد ميسا كوادراجيسيملس فرقة بسيطة لأربعة أصوات، كما هو الحال في ستابات ماتر.